# Antoni Sułkowski
Antoni Sułkowski książę herbu Sulima (ur. 11 czerwca 1735, zm. 16 kwietnia 1796 w Rydzynie) – kanclerz wielki koronny od 1793, wojewoda kaliski od 1786 i gnieźnieński od 1775, konsyliarz Rady Nieustającej w 1775 roku, generał lejtnant wojsk koronnych od 1762, podkomorzy (szambelan) dworu austriackiego od 1765 roku.

## Życiorys
Najmłodszy syn księcia Aleksandra Józefa Sułkowskiego i Anny Marii Stein zu Jettingen.
Był starostą sokolnickim, jeziornickim, III ordynatem rydzyńskim. Książę Świętego Cesarstwa Rzymskiego, uczestnik wojny siedmioletniej po stronie rosyjskiej, szambelan cesarski, konfederat barski.
Członek konfederacji Adama Ponińskiego w 1773 roku. Na Sejmie Rozbiorowym 1773–1775 jako poseł łomżyński wszedł w skład delegacji wyłonionej pod naciskiem dyplomatów trzech państw rozbiorczych, mającej przeprowadzić rozbiór. 18 września 1773 roku podpisał traktaty cesji przez Rzeczpospolitą Obojga Narodów ziem zagarniętych przez Rosję, Prusy i Austrię w I rozbiorze Polski. Jako dziedzic Witkowa bronił jego przynależności do Rzeczypospolitej – bezskutecznie. Został członkiem Komisji Rozdawniczej Litewskiej, ustanowionej dla likwidacji majątku skasowanego w Rzeczypospolitej zakonu jezuitów. Poseł na sejm 1768 roku z powiatu poznańskiego. Na Sejmie Rozbiorowym 1773–1775 został członkiem Komisji Edukacji Narodowej. Członek konfederacji Andrzeja Mokronowskiego w 1776 roku. Członek Departamentu Sprawiedliwości Rady Nieustającej w 1779 roku. Był członkiem konfederacji Sejmu Czteroletniego. Był konsyliarzem konfederacji targowickiej z województwa kaliskiego i konsyliarzem konfederacji generalnej koronnej. Figurował na liście posłów i senatorów posła rosyjskiego Jakowa Bułhakowa w 1792 roku, która zawierała zestawienie osób, na które Rosjanie mogą liczyć przy rekonfederacji i obaleniu dzieła 3 maja. Na sejmie grodzieńskim w 1793 roku został mianowany przez króla Stanisława Augusta Poniatowskiego członkiem deputacji do traktowania z posłem rosyjskim Jakobem Sieversem. Członek konfederacji grodzieńskiej w 1793 roku. 22 lipca 1793 podpisał traktat cesji przez Rzeczpospolitą ziem zagarniętych przez Rosję a 25 września cesji ziem zagarniętych przez Prusy w II rozbiorze Polski.
Sejm grodzieński (1793) nominował go do Rady Nieustającej.
W 1760 roku został odznaczony Orderem Świętego Aleksandra Newskiego, w 1776 Orderem Świętego Andrzeja Apostoła Pierwszego Powołania i Orderem Świętej Anny. W 1777 został kawalerem Orderu Świętego Stanisława. W 1779 zoostał odznaczony Orderem Orła Białego. 
Był kawalerem maltański, i komandorem Orderu Opatrzności Bożej.